# Abbey Brooks
Abbey Brooks (Chicago, 17 febbraio 1983) è un'ex attrice pornografica statunitense.

## Biografia e carriera
Abbey Brooks nasce il 17 febbraio 1983 a Chicago, negli Stati Uniti. Proviene da una famiglia rigidamente cattolica, e da bambina frequenta per la maggior parte scuole private. Intrapresa la strada universitaria, ottiene la laurea in gestione aziendale. Prende seriamente in considerazione l'idea di continuare i suoi studi per diventare veterinaria, ma la sua passione per il sesso la spingerà verso un'altra direzione.
Così entra nel settore dei film per adulti, e dopo essere stata contattata da un agente, si reca a Los Angeles per un provino. Diventata attrice pornografica nel 2006, Abbey Brooks gira più di 100 film per molti studi come Pink Visual e Brazzers, divenendo col tempo uno dei personaggi più apprezzati e riconosciuti dal web. Durante un'intervista ha detto: "Sono una ragazza grassoccia, ma non sono una persona normale, sono intelligente, di mentalità aperta, ho i piedi per terra e sono molto fedele ai miei amici. Nella mia vita non ci sono regole." Il 20 agosto 2007 è nominata DanniGirl del mese sul sito Danni.com di Danni Ashe. Nello stesso anno prende parte alla serie pornografica America Girlvana 3 (serie incentrata su materiale di natura lesbo, formata da cinque parti). Due anni dopo, ovvero nel 2009, Brooks viene nominata per il premio AVN Awards per la miglior scena di gruppo. Abbey non lavora presso un'azienda specifica, visto che preferisce partecipare a dei tour di diversi studi come quelli della Pink Visual.

## Riconoscimenti
2009 AVN Awards – Best Group Sex Scene (Nomination)

## Filmografia
- Fresh Breed 3 (2006)
- Cum Drippers 9 (2006)
- Sexual Revolution (2007)
- Paste My Face 10 (2007)
- Naked Ashes 3 (2007)
- My Sister's Hot Friend 11 (2007)
- Muff Bumpers 4 (2007)
- Mouth 2 Mouth 11 (2007)
- Katsumi: Video Nasty (2007)
- Girlvana 3 (2007)
- Girls Will Be Girls 2 (2007)
- Fucking My Self 3 (2007)
- Curvaceous (2007)
- Cheap Booze & Cigarettes (2007)
- Brat School (2007)
- Strippers And Struggling Bound Captives! (2007)
- Wrapped Up For The Holydays! (2007)
- Bound And Gagged Captives Of Chloro! (2007)
- Wiggling Victims Of Tickle Treachery (2007)
- Big Boobs The Hard Way 6: No Boys Allowed (2007)
- RefleXXXions (2007)
- Keep 'Em Cummin' 2 (2007)
- Swimsuit Calendar Girls (2008)
- Pornstars Like It Big 4 (2008)
- Poolside Pussy (2008)
- Playgirl: Secret Liaisons (2008)
- Naughty Office 11 (2008)
- Monster Tit Sex Zombies (2008)
- Heavy Duty 2 (2008)
- Fuck My Tits 4 (2008)
- Double Vision 2 (2008)
- Double Decker Sandwich 12 (2008)
- Curvy Girls 2 (2008)
- Cleavage (2008)
- Big Wet Tits 6 (2008)
- Big Tits at Work 3 (2008)
- Love for the First Time (2008)
- Private X-treme 41: Addicted to Cock (2008)
- Pirates II: Stagnetti's Revenge (2008)
- Hose on Hoes (2008)
- Imperfect Angels 5 (2008)
- Massive Boobs (2008)
- Ass Parade 17 (2008)
- Real Female Orgasms 8 (2008)
- The Dick Suckers (2009)
- Sporty Girls 3 (2009)
- Playgirl: Dirty & Delicious (2009)
- Naughty Office 19 (2009)
- Naughty America 4 Her 6 (2009)
- I Have A Wife 7 (2009)
- Big Tits At School 6 (2009)
- Asses Of Face Destruction 6 (2009)
- Predator III: The Final Chapter (2009)
- Wrapped Up And Punished (2009)
- Big Breast Nurses 1 (2009)
- Pretty Sloppy 2 (2009)
- Twisted Passions 6 (2009)
- Busty Babes USA (2009)
- Big Tits Boss 7 (2009)
- Breast Obsessed 4 (2009)
- Pornstars Like It Big 9 (2010)
- Dog Walker (2010)
- Busty P.O.V. (2010)
- Cherry (2010)
- Titanic Tits (2010)
- Mother May I... Too? (2010)
- Busty Anal Beauties: POV+ (2011)
- Cum Glazed 3 (2012)
- Ass Parade 34 (2012)
- Allergic To Cock (2012)
- Inspector Anal (2013)
- Big Wet Tits 12 (2013)
- Bra Busters (2013)
- Titty Creampies 2 (2013)
- Black Owned 5 (2013)
- Breast Wishes (2013)
- Solo (2013)
- The Twenty: Best Of The Beautiful (2013)
- The Twenty: Hottest Girls (2013)
- Big Wet Asses 23 (2014)
- Buttsluts 2 (2014)
- Pussy Party (2014)

## Televisione
- Tim and Eric Awesome Show, Great Job! (3 Episodi, 2007-2008)